# Racing Club Ancenis-Saint-Géréon
Le Racing Club d'Ancenis-Saint-Géréon, abrégé en RC Ancenis-Saint-Géréon ou plus simplement RC Ancenis est un club de football français fondé en 1910 et situé à Ancenis-Saint-Géréon (Loire-Atlantique).
Le club a connu la 2e division nationale de 1991 à 1993 et évolue actuellement en Régional 2.

## Historique

### Les débuts difficiles
Il se distingue en rapportant la deuxième édition de la coupe de la Loire-Atlantique en 1969 sous la houlette de son entraîneur historique Miklos Bérès, ancien joueur du Mans, de Monaco et de Sète. Il signe pour le club de la Loire-Atlantique en 1965 « pour seulement 3 mois » mais la douceur de la région et la tranquillité du club vont prolonger son mandat jusqu'en 1994. Ancenis gravit les échelons et devient un animateur du championnat de division d'honneur dont il ne parvient à s'extraire qu'en 1974 pour rapidement y retourner. En 1982 le club est à nouveau champion de DH et renoue avec le niveau national, via la division 4. Le club de la Bretagne ligérienne se stabilise enfin à ce niveau et connait même son moment de gloire avec un 32e de finale de la Coupe de France en 1988 ou il ne s'incline qu'un 1 à 0 devant le Matra Racing et sa pléiade de stars (Enzo Francescoli, Luis Fernandez ou encore David Ginola).
En 1986 un second personnage qui va compter dans l'histoire du club arrive à la présidence : Michel Jestin. Ce dirigeant d'une entreprise d'import-export agro-alimentaire va, avec autorité et efficacité, donner un nouveau relief au second club du département 44. En 1988 Ancenis débarque dans le groupe Ouest de D3 et Jestin prend conseil auprès de Noël Le Graët, pas encore président de la Ligue de Football mais depuis longtemps émérite gestionnaire et président des destinées de Guingamp. Après un maintien au forceps, le Racing connaît la consécration en finissant à la première place de son groupe de D3, accédant par la même occasion en deuxième division.
Cet exploit est le fruit d'une politique de recrutement judicieuse qui voit le club s'enrichir de joueurs solides à l'image de P Robert, M Eschbach ou encore P Burgio venus renforcer une défense de fer (seulement 15 buts encaissés). Ancenis n'est parvenue à cette accession qu'après une âpre lutte avec les deux grands favoris (Lorient et Quimper) et avec la réserve nantaise privée du titre de champion de France de D3 alors qu'elle compte dans ses rangs bon nombre des titulaires futurs champions de France en 1995.
L'adversité le club ne la rencontre pas seulement sur la pelouse mais également dans les coulisses. Les rapports avec la mairie sont glaciaux, Landrain appelant même le curé de la paroisse à sonner les cloches et à prier pour que le club ne monte pas.

### Le séjour en deuxième division
Défenseurs : Daouda Leye, Marc Eschbach, Olivier Diakité, Pascal Robert, Pierrick Briand,Philippe Burgio, Jean-Michel Bridier
Milieux : Bruno Périer, Didier Serre, Victor Zéoula, Mario Tannaï, Frédéric Cadiou, Attila Gyimesi, Bruno Vérien, Denis Bouyer, Laurent Bénier
Attaquants : Mustapha Ousfane, Richard Njok, Frédéric Jarnoux
La saison 1991-1992 est celle de tous les exploits et les honneurs pour les tangos. Les clubs de deuxième division vont découvrir que les couleurs tango et noir ne sont plus l'apanage du FC Lorient et du Stade lavallois. Après un début difficile chez les bressans de Louhans-Cuiseaux, les anceniens dominent le Red Star 93 de Robert Herbin et se décomplexe définitivement. Le « petit poucet » du groupe A enchaîne une série de hautes performances qui le porte jusqu'à la sixième place à la fin septembre après une victoire 2 à 0 chez le leader de l'époque, le stade Brestois.
Dans un championnat tronqué par les abandons, de ces mêmes brestois notamment, Ancenis gère son avance de première moitié de saison et s'adjuge une admirable onzième place ratant de peu la première partie du tableau. Cette place est saluée par le titre honorifique de "club promotionnel de l'année 1991" qui souligne le comportement excellent des hommes de Miklos Bérès au vu de la saison plus délicate de ses 2 prestigieux compagnons de promotions que sont Sedan et Amiens.
L'intersaison va pourtant être tempétueuse. Le maire de l'époque va d'abord faire démonter la tribune de stade de la Davrays, en justifiant la non-conformité de l'installation, eu égard aux événements qui ont endeuillés le stade de Furiani quelques jours auparavant dans le cadre d'une demi-finale de coupe de France. La capacité du stade est alors réduite de moitié. Ensuite le président Jestin s'insurgeant devant le manque de soutien de la municipalité, annonce son départ. Le maire de l'époque Édouard Landrain voit d'un assez mauvais œil le charisme grandissant de Jestin par l'intermédiaire des succès du club de football local. Le succès d'Ancenis n'est d'ailleurs par seulement sur le terrain il est également dans les bureaux de la DNCG, où il s'avère que le RCA est l'un des six clubs de première et deuxième division à présenter un bilan excédentaire. La Ligue va même lui accorder le statut professionnel, précieux sésame pour un recrutement plus étoffé.
Mais le départ de Jestin sonne comme le début de la fin. Ces successeurs n'ont pas les mêmes qualités de recrutement et de gestion. En outre en cette saison 1992-1993 s'ouvre la grande restructuration de la D2, qui s'accompagne d'un rétrécissement de cette division. La D2 ne comporte désormais plus qu'une seule poule unique de 22 équipes. Le manque de moyens et un recrutement peu réussi emmène Ancenis a la dix-septième place, seul Lorient faisant pire.

### La descente
L'année suivante s'annonce comme celle du chant du cygne et le club voit avec Bérès, son second homme-lige quitter à son tour l'équipe des noirs et orange. Certes le club tente d'imposer des jeunes à l'instar de Stéphane Pédron, Pierrick Briand, Frederic Fontaine, Bertrand Pellerin, enfin promu dans les buts, ou encore de Bruno Verien et d'Attila Gyimesi. Cependant, le club, dernier à la trêve entrevoit à nouveau les spectres de la relégation, en Nationale 2 cette fois.
Pire, c'est le drame qui s'abat sur cette pauvre équipe déjà accablée par les blessures, frappée par la mort brutale à 20 ans seulement de son gardien Reynald Bertrand-Demanes, le fils de l'ancien professionnel nantais. Crêpés de noirs les joueurs de Philippe Abran écrasent Lorient 4-0, en hommage rendu au disparu.
La dégringolade ancenienne n'en finit plus. Après deux ans à batailler dans le marigot de la Nationale 2, Ancenis descend en Nationale 3 en 1996 où il ne fera que 9 matches avant de déposer le bilan et de repartir en Division Supérieure Régionale, en lieu et place de son équipe réserve. Le club remontera une saison en DH pour ensuite chuter jusqu'en DHR (2003-2004).

### La renaissance
Après cinq saisons en DRH, le RC Ancenis 44 retrouvent la DRS à l'issue de la saison 2008-2009 avec une deuxième place derrière la réserve de Saumur. Mais à cause de l'article 66 (nombre de suspensions), le club désormais entraîné par Papy Leye, ancien joueur de l'épopée en Deuxième Division, est rétrogradé en Division Régionale Honneur à l'issue de la saison 2013-2014.
À la suite de la création de la commune d'Ancenis-Saint-Géréon résultant de la fusion des communes d'Ancenis et de Saint-Géréon et prenant effet à partir du 1er janvier 2019, le club décide de changer le nom du club en RC Ancenis-Saint-Géréon à partir de la saison 2020-2021. Un temps évoquée, l'hypothétique fusion avec les voisins du Réveil Saint-Géréon tombe à l'eau à la même époque

## Bilan sportif

### Palmarès
Le tableau suivant liste le palmarès et les meilleures performances du RC Ancenis dans les différentes compétitions officielles.
| Compétitions nationales | Compétitions régionales |
| --- | --- |
| - Championnat de France de Division 3 (D3) - Vainqueur de groupe : 1991 Coupes - Coupe de France - Meilleure performance : 32e de finale en 1944, 1988 et 1993 | - Division d’Honneur Atlantique - Champion : 1974 et 1982 Coupes - Coupe de l'Atlantique - Vainqueur : 1969 et 1989 - Coupe de l'Ouest - Vainqueur : 1947 |

### Bilan saison par saison
| Saison    | Championnat | Championnat                | Championnat | Championnat | Championnat | Championnat | Championnat | Championnat | Championnat | Championnat | Championnat | Coupe de France | Entraîneurs        |
| Saison    | Niveau.     | Division                   | Class.      | Pts         | M           | V           | N           | D           | Bp          | Bc          | Diff        | Coupe de France | Entraîneurs        |
| --------- | ----------- | -------------------------- | ----------- | ----------- | ----------- | ----------- | ----------- | ----------- | ----------- | ----------- | ----------- | --------------- | ------------------ |
| 1967-1968 | 5           | DHR - Atlantique - ?       | ?           | ?           | ?           | ?           | ?           | ?           | ?           | ?           | ?           |                 |                    |
| 1968-1969 | 4           | DH - Atlantique            | 7e/12       | ?           | ?           | ?           | ?           | ?           | ?           | ?           | ?           |                 |                    |
| 1969-1970 | 4           | DH - Atlantique            | 6e/12       | ?           | ?           | ?           | ?           | ?           | ?           | ?           | ?           |                 | Béres              |
| 1970-1971 | 4           | DH - Atlantique            | 4e/12       | ?           | ?           | ?           | ?           | ?           | ?           | ?           | ?           |                 | Béres              |
| 1971-1972 | 4           | DH - Atlantique            | 3e/12       | ?           | ?           | ?           | ?           | ?           | ?           | ?           | ?           |                 | Béres              |
| 1972-1973 | 4           | DH - Atlantique            | 6e/12       | ?           | ?           | ?           | ?           | ?           | ?           | ?           | ?           |                 | Béres              |
| 1973-1974 | 4           | DH - Atlantique            | 1er/12      | ?           | ?           | ?           | ?           | ?           | ?           | ?           | ?           |                 | Béres              |
| 1974-1975 | 3           | D3 - Ouest                 | 16e/16      | 18          | 30          | 6           | 6           | 18          | 30          | 57          | -27         |                 | Béres              |
| 1975-1976 | 4           | DH - Atlantique            | 6e/14       | ?           | ?           | ?           | ?           | ?           | ?           | ?           | ?           |                 | Béres              |
| 1976-1977 | 4           | DH - Atlantique            | 2e/14       | ?           | ?           | ?           | ?           | ?           | ?           | ?           | ?           |                 | Béres              |
| 1977-1978 | 4           | DH - Atlantique            | 4e/14       | ?           | ?           | ?           | ?           | ?           | ?           | ?           | ?           |                 | Béres              |
| 1978-1979 | 4           | D4 - D                     | 4e/14       | 31          | 26          | 11          | 9           | 6           | 38          | 26          | +12         |                 | Béres              |
| 1979-1980 | 4           | D4 - D                     | 3e/14       | 37          | 26          | 16          | 5           | 5           | 39          | 20          | +19         | 6e tour         | Béres              |
| 1980-1981 | 4           | D4 - D                     | 13e/15      | 23          | 28          | 7           | 9           | 12          | 34          | 44          | -10         |                 | Béres              |
| 1981-1982 | 5           | DH - Atlantique            | 1er/14      | ?           | ?           | ?           | ?           | ?           | ?           | ?           | ?           |                 | Béres              |
| 1982-1983 | 4           | D4 - D                     | 6e/14       | 26          | 26          | 9           | 8           | 9           | 35          | 35          | +0          | 6e tour         | Béres              |
| 1983-1984 | 4           | D4 - D                     | 10e/14      | 24          | 26          | 8           | 8           | 10          | 22          | 30          | -8          |                 | Béres              |
| 1984-1985 | 4           | D4 - D                     | 5e/14       | 30          | 26          | 12          | 6           | 8           | 28          | 22          | +6          |                 | Béres              |
| 1985-1986 | 4           | D4 - G                     | 10e/14      | 24          | 26          | 8           | 8           | 10          | 28          | 32          | -4          | 8e tour         | Béres              |
| 1986-1987 | 4           | D4 - D                     | 9e/14       | 26          | 26          | 9           | 8           | 9           | 35          | 29          | +6          |                 | Béres              |
| 1987-1988 | 4           | D4 - D                     | 4e/14       | 28          | 26          | 9           | 10          | 7           | 21          | 19          | +2          | 32e de finale   | Béres              |
| 1988-1989 | 4           | D4 - D                     | 2e/14       | 33          | 26          | 11          | 11          | 4           | 31          | 20          | +11         |                 | Béres              |
| 1989-1990 | 3           | D3 - Ouest                 | 13e/16      | 27          | 30          | 10          | 7           | 13          | 33          | 44          | -11         |                 | Béres              |
| 1990-1991 | 3           | D3 - Ouest                 | 1er/17      | 43          | 32          | 14          | 15          | 3           | 36          | 19          | +17         | 7e tour         | Béres              |
| 1991-1992 | 3           | D2 - A                     | 11e/18      | 31          | 32          | 10          | 11          | 11          | 21          | 25          | -4          | 7e tour         | Béres              |
| 1992-1993 | 2           | D2 - A                     | 17e/18      | 18          | 34          | 4           | 10          | 20          | 26          | 59          | -33         | 32e de finale   | Béres              |
| 1993-1994 | 3           | National 1 - A             | 18e/18      | 21          | 34          | 3           | 15          | 16          | 26          | 50          | -24         | 8e tour         | Béres puis Abran   |
| 1994-1995 | 4           | National 2 - D             | 11e/18      | 33          | 34          | 11          | 11          | 12          | 46          | 51          | -5          |                 |                    |
| 1995-1996 | 4           | National 2 - D             | 18e/18      | 24          | 34          | 5           | 9           | 20          | 26          | 68          | -42         |                 |                    |
| 1996-1997 | 5           | National 3 - D             | 14e/14      | 0           | 0           | 0           | 0           | 0           | 0           | 0           | 0           |                 |                    |
| 1997-1998 |             |                            |             |             |             |             |             |             |             |             |             |                 |                    |
| 1998-1999 |             |                            |             |             |             |             |             |             |             |             |             |                 |                    |
| 1999-2000 | 7           | DSR - Atlantique - A       | 4e/12       | ?           | ?           | ?           | ?           | ?           | ?           | ?           | ?           |                 |                    |
| 2000-2001 | 7           | DSR - Atlantique - A       | 4e/12       | ?           | ?           | ?           | ?           | ?           | ?           | ?           | ?           |                 |                    |
| 2001-2002 | 7           | DSR - Atlantique - B       | 2e/12       | ?           | ?           | ?           | ?           | ?           | ?           | ?           | ?           |                 |                    |
| 2002-2003 | 6           | DH - Atlantique            | 12e/14      | ?           | ?           | ?           | ?           | ?           | ?           | ?           | ?           |                 |                    |
| 2003-2004 | 7           | DSR - Atlantique - A       | 10e/12      | ?           | ?           | ?           | ?           | ?           | ?           | ?           | ?           |                 |                    |
| 2004-2005 | 8           | DHR - Atlantique - A       | 3e/12       | ?           | ?           | ?           | ?           | ?           | ?           | ?           | ?           |                 | Duarte             |
| 2005-2006 | 8           | DHR - Atlantique - C       | 3e/12       | ?           | ?           | ?           | ?           | ?           | ?           | ?           | ?           |                 | Duarte             |
| 2006-2007 | 8           | DHR - Atlantique - A       | 3e/12       | ?           | ?           | ?           | ?           | ?           | ?           | ?           | ?           | 7e tour         | Duarte             |
| 2007-2008 | 8           | DHR - Atlantique - C       | 5e/12       | ?           | ?           | ?           | ?           | ?           | ?           | ?           | ?           |                 | Hamard puis Duarte |
| 2008-2009 |             |                            |             |             |             |             |             |             |             |             |             |                 | Duarte             |
| 2009-2010 |             |                            |             |             |             |             |             |             |             |             |             | 5e tour         | Duarte             |
| 2010-2011 |             |                            |             |             |             |             |             |             |             |             |             | 4e tour         |                    |
| 2011-2012 | 7           | DSR - Atlantique - B       | 10e/12      | 47          | 22          | 8           | 1           | 13          | 27          | 36          | -9          |                 |                    |
| 2012-2013 | 7           | DSR - Atlantique - B       | 4e/12       | 54          | 22          | 9           | 5           | 8           | 28          | 26          | +2          | 7e tour         |                    |
| 2013-2014 | 7           | DSR - Atlantique - A       | 11e/12      | 47          | 22          | 6           | 7           | 9           | 29          | 31          | +2          |                 |                    |
| 2014-2015 | 8           | DHR - Atlantique - A       | 3e/12       | 67          | 22          | 14          | 3           | 5           | 45          | 19          | +26         | 6e tour         |                    |
| 2015-2016 | 8           | DHR - Atlantique - B       | 1er/12      | 70          | 22          | 15          | 3           | 4           | 57          | 17          | +40         | 4e tour         |                    |
| 2016-2017 | 7           | DSR - Atlantique - A       | 6e/12       | 52          | 22          | 8           | 6           | 8           | 37          | 31          | +6          | 4e tour         |                    |
| 2017-2018 | 7           | DSR - Pays de la Loire - B | 3e/12       | 37          | 22          | 11          | 4           | 7           | 37          | 24          | +13         | 2e tour         |                    |
| 2018-2019 | 7           | R2 - Pays de la Loire - B  | 4e/12       | 35          | 22          | 9           | 8           | 5           | 46          | 38          | +8          | 4e tour         |                    |
| 2019-2020 | 7           | R2 - Pays de la Loire - D  | 4e/12       | 22          | 14          | 6           | 4           | 4           | 15          | 17          | -2          | 2e tour         |                    |
| 2020-2021 | 7           | R2 - Pays de la Loire - D  | 5e/12       | 6           | 4           | 2           | 0           | 2           | 5           | 7           | -2          | 2e tour         | Fraboulet          |
| 2021-2022 | 7           | R2 - Pays de la Loire - D  | 1er/12      | 52          | 22          | 16          | 4           | 2           | 36          | 16          | +20         | 1er tour        | Fraboulet          |
| 2022-2023 | 6           | R1 - Pays de la Loire - B  | 10e/12      | 22          | 22          | 5           | 7           | 10          | 25          | 35          | -10         | 4e tour         | Benaud             |
| 2023-2024 | 7           | R2 - Pays de la Loire - C  | 2e/12       | 44          | 22          | 13          | 5           | 4           | 36          | 19          | +17         | 4e tour         |                    |

## Joueurs et personnalités du club

### Présidents[5]
- 1910-? :  Georges Gauffreteau
- ?-1945 :  Guyon
- 1945-? :  Manceau
- 1953-1960 :  Dr Astrié
- 1960-? :  Moisan
- 1966-? :  Alex Boursier
- 1981-? :  Jean-Yves Barbé
- 1985-1991 :  Michel Jestin
- 1991 :  Fernand Michel
- 1991-1993 :  Alain Chadeau
- 1993-1994 :  Lucien Abraham
- 1994-? :  Jean-Pierre Blot
- ?:  François Petiteau
- ? :  Robert Monnier
- ?-2007 :  Jean-Michel Foucher
- 2007-2008 :  Pierre Paitier
- 2008-? :  Christophe Audrain
- ?-2019 :  Jean-Yves Pichon
- 2019- :  Éric Robineau

### Entraîneurs
- Années 1940 :  Lucien Alleaume
- 1954 :  Francisco Arraiza
- 1969-1971 :  Michel Stievenard
- 1972-1973 :  Michel Stievenard
- 1965-nov. 1993 : / Miklos Béres
- Nov. 1993-1994 :  Philippe Abran
- 2004-2007 :  Lionel Duarte
- 2007-avr. 2008 :  Jacques Hamard
- avr. 2008-2010 :  Lionel Duarte
- 2020-2022 :  Wiliam Fraboulet
- 2022- :  Xavier Benaud

### Anciens joueurs
- Christophe Cazarelly
- Fabien Debotté
- Stéphane Pédron